# Fratelli giuseppini del Rwanda
I Fratelli Giuseppini del Rwanda (in latino Institutum Fratrum Filiorum Sancti Ioseph, vulgo Bayozefiti; in francese Frères Joséphites) sono un istituto religioso maschile di diritto pontificio: i membri di questa congregazione laicale, detti popolarmente Bayozefiti, pospongono al loro nome la sigla F.J.

## Storia
Il primo tentativo di fondare in Ruanda una congregazione di religiosi indigeni dediti al lavoro nelle missioni fu fatto dal vescovo francese Jean-Joseph Hirth (1854-1931), dei Missionari d'Africa, vicario apostolico di Kivu, ma l'opera ebbe vita effimera.
Il 28 agosto 1929 il vescovo Léon-Paul Classe (1874-1945), anch'egli dei Missionari d'Africa, ordinario del neocostituito vicariato apostolico del Ruanda, lanciò un appello a tutte le stazioni missionarie del territorio affinché inviassero a Kabgayi coloro che intendevano abbracciare la vita religiosa e dedicarsi al lavoro nelle missioni. All'appello risposero numerosi giovani e il 3 ottobre 1929, nei locali attigui al seminario di Kabgayi, i primi ventuno candidati iniziarono il postulato.
I primi membri emisero i voti di religione il 30 agosto 1931.
Le costituzioni redatte dal vescovo Classe per i religiosi furono approvate dalla congregazione di Propaganda Fide il 12 aprile 1939 e il 29 settembre 1966 il papa concesse all'istituto il decreto di lode.

## Attività e diffusione
I Bayozefiti si dedicano all'istruzione e all'educazione della gioventù, all'insegnamento del catechismo e alla preparazione dei catecumeni, al lavoro manuale nelle missioni.
Oltre che in Ruanda, la congregazione ha conosciuto un'espansione in Burundi e in Repubblica Democratica del Congo; la sede generalizia è a Kabgayi.
Alla fine del 2008 l'istituto contava 67 religiosi in 11 case.